# Pallanuoto ai Giochi della XXIX Olimpiade - Torneo maschile
Il 25º torneo olimpico di pallanuoto maschile si è disputato all'interno del programma dei Giochi olimpici di Pechino dal 10 al 24 agosto 2008.
La rassegna è stata vinta per la terza volta consecutiva dall'Ungheria, che ha conquistato il suo nono titolo olimpico complessivo. I magiari hanno battuto in finale gli Stati Uniti, tornati sul podio vent'anni dopo Seul 1988. Il bronzo è andato alla Serbia, impostasi in finale sugli ex connazionali e campioni europei in carica del Montenegro.

## Fase preliminare

### Gironi
Il sorteggio dei gironi preliminari si è svolto a Pechino il 22 marzo 2008.
GRUPPO A
- Australia
- Canada
- Grecia
- Montenegro
- Spagna
- Ungheria

GRUPPO B
- Cina
- Croazia
- Germania
- Italia
- Serbia
- Stati Uniti

### Gruppo A
|    | Squadra    | Pti | G | V | P | S | GF | GS | Diff |
| -- | ---------- | --- | - | - | - | - | -- | -- | ---- |
| 1. | Ungheria   | 9   | 5 | 4 | 1 | 0 | 60 | 36 | +24  |
| 2. | Spagna     | 8   | 5 | 4 | 0 | 1 | 52 | 34 | +18  |
| 3. | Montenegro | 6   | 5 | 2 | 2 | 1 | 43 | 33 | +10  |
| 4. | Australia  | 5   | 5 | 2 | 1 | 2 | 45 | 40 | +5   |
| 5. | Grecia     | 2   | 5 | 1 | 0 | 4 | 39 | 56 | -17  |
| 6. | Canada     | 0   | 5 | 0 | 0 | 5 | 21 | 61 | -40  |

| n° gara | Data      | Ora   | Partita    | Partita | Partita    |
| ------- | --------- | ----- | ---------- | ------- | ---------- |
| 1       | 10 agosto | 09:30 | Spagna     | 16 - 6  | Canada     |
| 2       | 10 agosto | 10:50 | Ungheria   | 10 - 10 | Montenegro |
| 4       | 10 agosto | 09:30 | Australia  | 12 - 8  | Grecia     |
| 1       | 12 agosto | 09:30 | Montenegro | 12 - 0  | Canada     |
| 8       | 12 agosto | 10:50 | Spagna     | 9 - 8   | Australia  |
| 10      | 12 agosto | 14:00 | Ungheria   | 17 - 6  | Grecia     |
| 15      | 14 agosto | 12:10 | Ungheria   | 8 - 5   | Spagna     |
| 16      | 14 agosto | 14:00 | Montenegro | 10 - 6  | Grecia     |
| 17      | 14 agosto | 15:20 | Australia  | 8 - 5   | Canada     |
| 20      | 16 agosto | 10:50 | Grecia     | 13 - 7  | Canada     |
| 22      | 16 agosto | 14:00 | Spagna     | 12 - 6  | Montenegro |
| 23      | 16 agosto | 15:20 | Ungheria   | 13 - 12 | Australia  |
| 26      | 18 agosto | 10:50 | Ungheria   | 13 - 3  | Canada     |
| 27      | 18 agosto | 12:10 | Montenegro | 5 - 5   | Australia  |
| 29      | 18 agosto | 15:20 | Spagna     | 10 - 6  | Grecia     |

### Gruppo B
|    | Squadra     | Pti | G | V | P | S | GF | GS | Diff |
| -- | ----------- | --- | - | - | - | - | -- | -- | ---- |
| 1. | Stati Uniti | 8   | 5 | 4 | 0 | 1 | 37 | 31 | +6   |
| 2. | Croazia     | 8   | 5 | 4 | 0 | 1 | 56 | 31 | +25  |
| 3. | Serbia      | 6   | 5 | 3 | 0 | 2 | 50 | 38 | +12  |
| 4. | Germania    | 4   | 5 | 2 | 0 | 3 | 33 | 44 | -11  |
| 5. | Italia      | 4   | 5 | 2 | 0 | 3 | 57 | 50 | +7   |
| 6. | Cina        | 0   | 5 | 0 | 0 | 5 | 25 | 64 | -39  |

| n° gara | Data      | Ora   | Partita     | Partita | Partita     |
| ------- | --------- | ----- | ----------- | ------- | ----------- |
| 3       | 10 agosto | 12:10 | Serbia      | 11 - 7  | Germania    |
| 5       | 10 agosto | 15:20 | Croazia     | 11 - 7  | Italia      |
| 6       | 10 agosto | 16:40 | Stati Uniti | 8 - 4   | Cina        |
| 9       | 12 agosto | 12:10 | Stati Uniti | 12 - 11 | Italia      |
| 11      | 12 agosto | 15:20 | Croazia     | 11 - 8  | Serbia      |
| 12      | 12 agosto | 16:40 | Germania    | 6 - 5   | Cina        |
| 13      | 14 agosto | 09:30 | Croazia     | 13 - 5  | Germania    |
| 14      | 14 agosto | 10:50 | Serbia      | 4 - 2   | Stati Uniti |
| 18      | 14 agosto | 16:40 | Italia      | 19 - 7  | Cina        |
| 19      | 16 agosto | 09:30 | Germania    | 8 - 7   | Italia      |
| 21      | 16 agosto | 12:10 | Stati Uniti | 7 - 5   | Croazia     |
| 24      | 16 agosto | 16:40 | Serbia      | 15 - 5  | Cina        |
| 25      | 18 agosto | 09:30 | Italia      | 13 - 12 | Serbia      |
| 28      | 18 agosto | 14:00 | Stati Uniti | 8 - 7   | Germania    |
| 30      | 18 agosto | 16:40 | Croazia     | 16 - 4  | Cina        |

## Fase finale

### Tabellone
|  | Quarti di finale      | Quarti di finale |             |        | Semifinali                | Semifinali                |  |  | Finale | Finale |
|  |                       |                  |             |        |                           |                           |  |  |        |        |
|  |                       |                  |             |        |                           |                           |  |  |        |        |
|  |                       |                  |             |        |                           |                           |  |  |        |        |
|  | A1: Ungheria          | -                |             |        |                           |                           |  |  |        |        |
|  | A1: Ungheria          | -                |             |        |                           |                           |  |  |        |        |
|  | ammessa in semifinale | -                |             |        |                           |                           |  |  |        |        |
|  | ammessa in semifinale | -                | Ungheria    | 11     |                           |                           |  |  |        |        |
|  |                       |                  | Ungheria    | 11     |                           |                           |  |  |        |        |
|  |                       | Montenegro       | 9           |        |                           |                           |  |  |        |        |
|  | B2: Croazia           | Montenegro       | 9           | 6      |                           |                           |  |  |        |        |
|  | B2: Croazia           |                  |             | 6      |                           |                           |  |  |        |        |
|  | A3: Montenegro        | 7                |             |        |                           |                           |  |  |        |        |
|  | A3: Montenegro        | 7                | Ungheria    | 14     |                           |                           |  |  |        |        |
|  |                       |                  | Ungheria    | 14     |                           |                           |  |  |        |        |
|  |                       | Stati Uniti      | 10          |        |                           |                           |  |  |        |        |
|  | B1: Stati Uniti       | Stati Uniti      | 10          | -      |                           |                           |  |  |        |        |
|  | B1: Stati Uniti       |                  |             | -      |                           |                           |  |  |        |        |
|  | ammessa in semifinale | -                |             |        |                           |                           |  |  |        |        |
|  | ammessa in semifinale | -                | Stati Uniti | 10     | Finale per il terzo posto | Finale per il terzo posto |  |  |        |        |
|  |                       |                  | Stati Uniti | 10     | Finale per il terzo posto | Finale per il terzo posto |  |  |        |        |
|  |                       | Serbia           | 5           |        |                           |                           |  |  |        |        |
|  | A2: Spagna            | Serbia           | 5           | 5      | Montenegro                | 4                         |  |  |        |        |
|  | A2: Spagna            |                  |             | 5      | Montenegro                | 4                         |  |  |        |        |
|  | B3: Serbia            | 9                |             | Serbia | 6                         |                           |  |  |        |        |
|  | B3: Serbia            | 9                |             |        | 6                         |                           |  |  |        |        |
|  |                       |                  |             |        |                           |                           |  |  |        |        |
|  |                       |                  |             |        |                           |                           |  |  |        |        |

### Quarti di finale

#### 1º - 6º posto
| Arbitri: | Tulga (TUR) Bock (GER) |

|          |           |                              |
| 2: Hinic | Marcatori | 2: Janovic, Ivovic, Gojkovic |

| Arbitri: | Turcotte (CAN) Klopper (NED) |

|           |           |               |
| 2: Molina | Marcatori | 4: Pijetlovic |

#### 7º - 12º posto
| Arbitri: | Rak (CRO) NI (CHN) |

|            |           |           |
| 3: Sottani | Marcatori | 4: Graham |

| Arbitri: | Balfanbayev (KAZ) Knights (NZL) |

|            |           |        |
| 4: Ntoskas | Marcatori | 3: Xie |

### Semifinali

#### 1º - 4º posto
| Arbitri: | Simion (ROU) Tulga (TUR) |

|         |           |                                 |
| 3: Kiss | Marcatori | 2: Janovic, Uskokovic, Gojkovic |

| Arbitri: | Turcotte (CAN) Margeta (SLO) |

|            |           |                |
| 3: Azevedo | Marcatori | 2: Vujasinovic |

#### 7º - 10º posto
| Arbitri: | Moliner (ESP) Chaney (USA) |

|             |           |               |
| 3: McGregor | Marcatori | 6: Calcaterra |

| Arbitri: | Ciric (SRB) Patelli (BRA) |

|           |           |            |
| 3: Nossek | Marcatori | 3: Schizas |

### Finali
- 11º posto

| Arbitri: | Koryzna (POL) Argyros (GRE) |

|                 |           |            |
| 2: Boyd, Sayegh | Marcatori | 2: Yu, Han |

- 9º posto

| Arbitri: | Rak (CRO) Hart (AUS) |

|                                      |           |               |
| 2: Savic, Schertwitis, Schlotterbeck | Marcatori | 5: Calcaterra |

- 7º posto

| Arbitri: | Simion (ROU) Pinker (RSA) |

|             |           |                          |
| 3: Figlioli | Marcatori | 2: Schizas, C.Afroudakis |

- 5º posto

| Arbitri: | Chaney (USA) Kiszelly (HUN) |

|                  |           |               |
| 2: Buslje, Dogas | Marcatori | 4: Jav.Garcia |

- Finale per il bronzo

| Arbitri: | Tulga (TUR) Margeta (SLO) |

|            |           |          |
| 2: Janovic | Marcatori | 2: Savic |

- Finale per l'oro

| Arbitri: | Turcotte (CAN) Brguljan (MNE) |

|                 |           |            |
| 3: Varga. Biros | Marcatori | 4: Azevedo |

## Classifica finale
| Campione Olimpico | Campione Olimpico | Campione Olimpico |
| --- | ----------------- | --- |
| UngheriaSzécsi · T. Varga · Madaras · De. Varga · Kásás · Hosnyánszky · Kiss · Benedek · Da. Varga · Biros · Kis · Molnár · Gergely, CT: Dénes Kemény |                   | |
| Argento | Stati Uniti       | Stati UnitiMoses · Varellas · Hudnut · Powers · Wright · Merlo · Beaubien · Azevedo · Bailey · Hutten · Smith · Krumpholz · Brooks, CT: Terry Schroeder                                    |
| Bronzo | Serbia            | Serbia1 Šefik, 2 Prlainović, 3 Gocić, 4 Udovičić, 5 Savić, 6 Pijetlović, 7 Rađen, 8 Filipović, 9 Ćirić, 10 Šapić, 11 Vujasinović, 12 Peković, 13 Soro, CT: Dejan Udovičić                  |
| 4 | Montenegro        | MontenegroRadić · Brguljan · Pasković · Vukčević · Janović N · Tičić · Janović M · Uskoković · Ivović · Zloković · Gojković · Jokić · Šćepanović, CT: Petar Porobić                        |
| 5 | Spagna            | SpagnaAguilar · García M · Martín Lozano · Perrone R · Molina · Minguell · Gallego · Piralkov · Vallès · Perrone F · Pérez · García X · Andreo, CT: Rafael Aguilar                         |
| 6 | Croazia           | Croazia1 Vićan, 2 Burić, 3 Bušlje, 4 Vrdoljak, 5 Kunac, 6 Joković, 7 Smodlaka, 8 Đogaš, 9 Marković, 10 Barać, 11 Hinić, 12 Bošković, 13 Pavić, CT: Ratko Rudić                             |
| 7 | Grecia            | GreciaC. Afroudakīs · G. Afroudakis · Deligiannis · Kokkinakis · Mazis · Miteloudis · Mylonakis · Ntoskas · Reppas · Schizas · Theodōropoulos · Thomakos · Vlontakīs, CT: Sandro Campagna  |
| 8 | Australia         | Australia1 Stanton, 2 Campbell, 3 Franklin, 4 Figlioli, 5 Maitland, 6 Martin, 7 Neesham, 8 McGregor, 9 Whalan, 10 Woods, 11 Howden, 12 Beadsworth, 13 Sterk, CT: John Fox                  |
| 9 | Italia            | Italia1 Tempesti, 2 Di Costanzo, 3 Binchi, 4 Buonocore, 5 Gallo, 6 Felugo, 7 Mangiante, 8 Angelini, 9 Bencivenga, 10 Calcaterra, 11 Sottani, 12 Mistrangelo, 13 Violetti, CT: Paolo Malara |
| 10 | Germania          | GermaniaČigir' · Naroska · Real · Savić · Stamm · Politze · Nossek · Schertwitis · Kreuzmann · Oeler · Schlotterbeck · Mackeben · Zellmer, CT: Hagen Stamm                                 |
| 11 | Canada            | CanadaRandall · Kudaba · Diggle · Mitchell · Boyd · Marks · Jung · Graham · Feltham · Palamarevic · Sayegh · Miller · Youngblud, CT: Dragan Jovanović                                      |
| 12 | Cina              | CinaWeiqing · Zhidong · Bin · Jun · Zhongxing · Feihu · Beiming · Yang · Yong · Zhiyu · Junmin · Lijun, CT: -                                                                              |

## Classifica marcatori
|  | Gol | Marcatore             | Squadra     |
|  | --- | --------------------- | ----------- |
|  | 27  | Alessandro Calcaterra | Italia      |
|  | 20  | Georgios Ntoskas      | Grecia      |
|  | 20  | Aleksandar Šapić      | Serbia      |
|  | 17  | Tony Azevedo          | Stati Uniti |
|  | 16  | Maurizio Felugo       | Italia      |
|  | 16  | Pietro Figlioli       | Australia   |
|  | 16  | Felipe Perrone        | Spagna      |
|  | 15  | Valentino Gallo       | Italia      |
|  | 14  | Javier García         | Spagna      |
|  | 13  | Péter Biros           | Ungheria    |
|  | 13  | Mladjan Janovic       | Montenegro  |
|  | 13  | Guillermo Molina      | Spagna      |
|  | 12  | Duško Pijetlović      | Serbia      |
|  | 12  | Vladimir Vujasinović  | Serbia      |
|  | 11  | Vladimir Gojković     | Montenegro  |
|  | 11  | Kevin Graham          | Canada      |
|  | 11  | Maro Joković          | Croazia     |
|  | 11  | Leonardo Sottani      | Italia      |
|  | 10  | Samir Barač           | Croazia     |
|  | 10  | Tibor Benedek         | Ungheria    |
|  | 10  | Aaron Feltham         | Canada      |
|  | 10  | Tamás Molnár          | Ungheria    |
|  | 10  | Anastasios Schizas    | Grecia      |
|  | 10  | Dénes Varga           | Ungheria    |
|  | 10  | Junmin Xie            | Cina        |
|  |     |                       |             |